# 福岡安則
福岡 安則（ふくおか やすのり、1947年11月13日 - ）は、日本の社会学者、埼玉大学名誉教授。強制動員真相究明ネットワーク呼びかけ人。

## 来歴
静岡県袋井市生まれ。東京大学卒、1981年同大学院社会科学研究科社会学専攻博士課程満期退学。千葉県立衛生短期大学助教授、埼玉大学教養学部教授。2003年「在日コリアン若者世代の生きざま」で筑波大学社会学博士。2013年埼玉大学を定年退任、名誉教授。日本解放社会学会会長を務めた。

## 著書
- 『マルクスを<読む> 疎外の論理と内化の論理』三一書房 1979
- 『現代社会の差別意識』明石書店 解放社会学双書 1985
- 『現代若者の差別する可能性』明石書店 1992
- 『在日韓国・朝鮮人 若い世代のアンデンティティ』中公新書 1993
  - Lives of Young Koreans in Japan translated by Tom Gill.Trans Pacific Press,2000.
- 『聞き取りの技法 <社会学する>ことへの招待』創土社 2000

### 共編著
- 『マスコミと差別語問題』磯村英一共編 明石書店 解放社会学双書 1984
- 『被差別の文化・反差別の生きざま』共編著 明石書店 解放社会学双書 1987
- 『同化と異化のはざまで 「在日」若者世代のアイデンティティ葛藤』辻山ゆき子共著 新幹社 1991
- 『ほんとうの私を求めて 「在日」二世三世の女性たち』辻山ゆき子共著 新幹社 1991
- 『在日韓国人青年の生活と意識』金明秀共著 東京大学出版会 1997
- 『黒坂愛衣のとちぎ発《部落と人権》のエスノグラフィ』pt.1－3 福岡コメンテーター 創土社 2003－04
- 『栗生楽泉園入所者証言集』谺雄二,黒坂愛衣共編 栗生楽泉園入園者自治会 2009
- 『生き抜いてサイパン玉砕戦とハンセン病』有村敏春話  黒坂愛衣共編 創土社 2011

## 参考
- 『現代日本人名録』2002年